# Вертеп

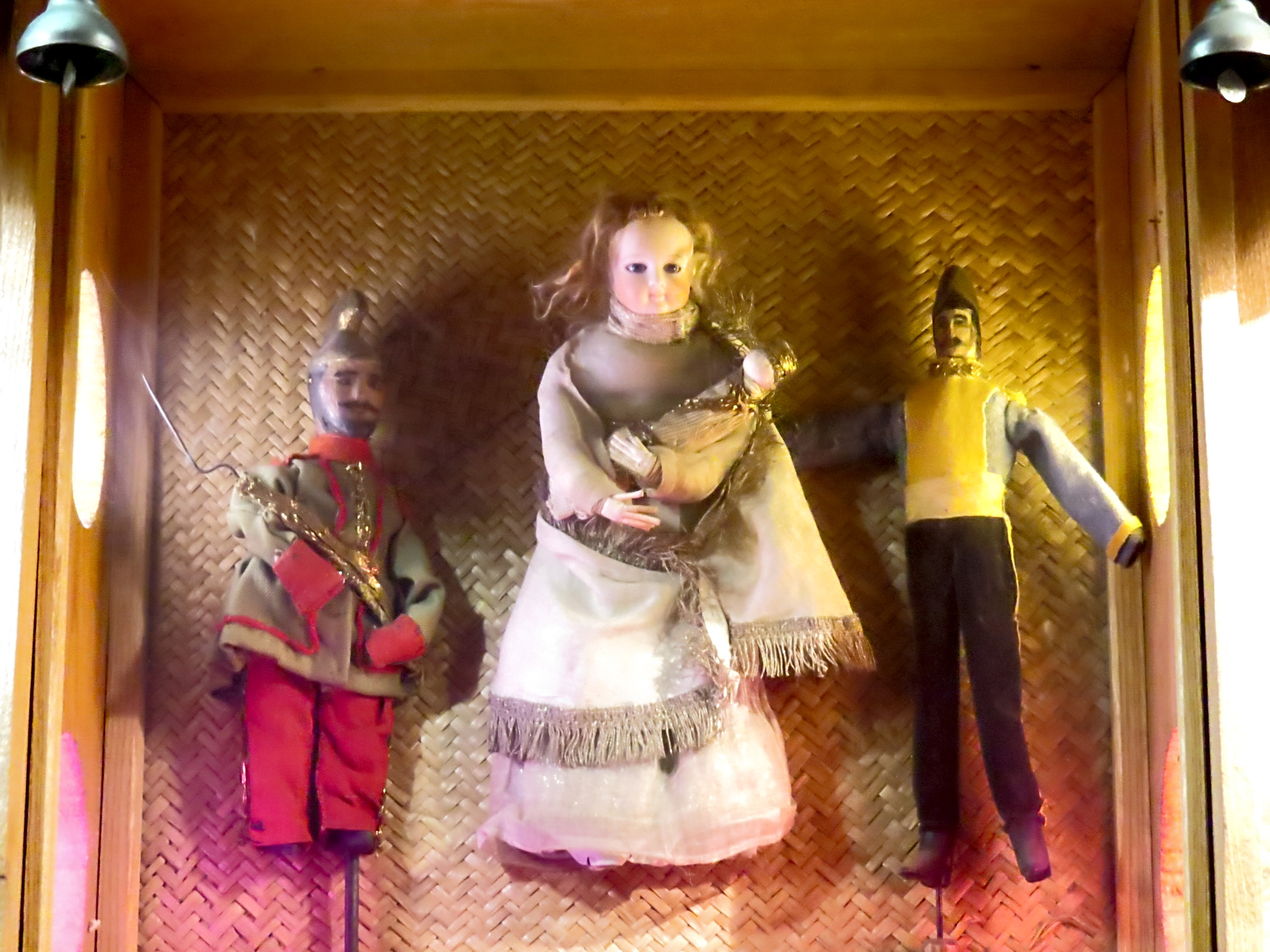
Вертепні ляльки з експозиції Державного музею театрального, музичного та кіномистецтва України. В центрі — порцеляновий оригінал XVIII ст.

Верте́п — старовинний пересувний український ляльковий театр, де ставили релігійні й світські (переважно жартівливі та іронічні) п'єси; макет стайні з новонародженим Ісусом Христом. Український вертепний театр — самобутнє явище у розвитку театральної культури.
Український вертеп відомий з 17 століття Світська частина вистави поклала початок української комедії ХІХ століття.
Вертеп поширений в основному в Україні, в барокову добу (XVII–XVIII століття) і мав численні регіональні варіанти.
Вертепний ляльковий театр мав форму двоповерхового дерев'яного будинку. На другому поверсі показували різдвяну драму; на першому — механічно прив'язану до неї сатирично-побутову інтермедію. Перша, різдвяна, частина вертепу, яку називали «свята», мала більш-менш стабільну композицію, натомість друга змінювалася в залежності від місцевих умов, здібності й дотепності вертепника.
З часом вертеп із лялькового театру перетворився на справжній вуличний театр, де лялькову вертепну виставу поєднують із грою живих людей, а подекуди і цілковито вся вертепна вистава зводиться до гри живих осіб.
Діяльність вертепного мистецтва стала популярною за межами України і вертеп побутував у Росії, Білорусі, Сербії та інших слов'янських країнах. Вертепи також були відомі як хорватська і сербська народна культура, зокрема, в районах Срем і Колубара.
На відміну від Західної Європи, де вертеп довгий час функціонував у лоні церкви, у східнослов'янських народів від самого початку він мав тісний зв'язок із демократичною театрально-видовищною культурою. З вертепом не слід плутати польських ясельок, де ляльки нерухомі і утворюють якийсь малюнок. Був загальний звичай у Західній Європі ставити по церквах на Різдво Христове ясла з ослом і волом. Українському вертепові відповідає польська шопка.

## Етимологія і терміни
Слово «вертеп» має кілька тлумачень, а сама назва запозичена зі старослов'янської мови, де слово «вертеп» означало «печера», «ущелина» або «балка».
Відомі терміни:
- Вертеп — обрядове різдвяне дійство з піснями-колядками, жартами, короткими виставами, яке влаштовували мандрівні музиканти й актори.
- Вертепом називали театр, в якому вистави розігрувалися ляльками на паличках (маріонетками) у великій дерев'яній дво- або триповерховій скриньці.
  - Большая енциклопедія (1901 р.): «Вертеп, малоруський театр маріонеток, що зображував у ряді сцен обставини народження Ісуса Христа».[10]
- У ряді видань вертепом називають легеньку, зручну для перенесення хатку (сцену) на два яруси: верхній — це Вифлеєм, в якому відбувалося Христове народження, і нижній — для виконання комічних сцен з народного життя.
- На Бойківщині та Гуцульщині вертепом називали «зірку» як спрощену форму другого типу вертепних скриньок.

## Концепції походження вертепу
У науковій літературі зафіксовано декілька концепцій походження вертепу:
- Український етнограф, фольклорист М. Маркевич:

|  | в Київ занесений вертеп через Польщу з Заходу, де здавна виставлялися події, взяті із святого письма. |

- Український дослідник П. Житецький пов'язував виникнення вертепної драми з театром маріонеток, шкільними містеріями. Одним з перших він висловив думку про своєрідність української вертепної драми:

|  | український вертеп у своєрідній обробці його і в деяких подробицях, підказаних життям, є явище цілком самостійне. |

- Український вчений М. Драгоманов вважав, що посередниками в засвоєнні вертепної драми могли бути німці.[13][14]

І. Франко, коментуючи припущення М. Драгоманова щодо ролі львівських німців у запровадженні вертепу, писав: «Маємо певну відомість, що львівські бернардини вже коло р. 1470 виставляли в своїм костелі яселка з домішкою живих сцен, отже, досить відмінно від українських кларисок»
- Росіянин О. Малинка, як і його попередники, виводив вертепну драму із середньовічної містерії.[16]

- За словами російського вченого М. Виноградова, первісний текст вертепної драми мав релігійний характер, вистави відбувалися в церкві.[17]

- Російський дослідник С. Данилов говорить, що вертепна драма «в джерелах своїх церковного походження».[18]

## Іван Франко про вертеп
І.Франко вперше згадав про вертеп у статті «Руський театр у Галичині» («Зоря» № 23, 24, 1885 р.), а про час появи — у статті «Наш театр» («Народ», 1892 р.):
|  | Народ наш любив театральні вистави ще давно, в XVI і XVII віках, в часі першого пориву нашого національного розбудження; се доказують живі ще досі останки вертепів і велика популярність церковних колядок, що розвивались під впливом давньої релігійної драми. |

У праці «Русько-український театр» (1894 р.) Іван Франко пише:
|  | Майже рівночасно з містерією страстей Христових дійшов до нас відгук іншої західноєвропейської містерії – рождественської. Се був вертеп.». «Ставшися особливо власністю школи, вертеп прийняв ту подвійну форму, котру адаптувала шкільна драма: поважний текст і веселу інтермедію. Відповідно до сього змінилася і його архітектура: домик зробився двоповерховий: нагорі відбувалися сцени набожні (об'яснення і діалоги говорені були звичайно церковною мовою або хоч підмішаною церковними виразами), а внизу йшло зовсім інше життя, являлися фігури, вихоплені з живої дійсності: глупуватий мужик, циган, єврей, шляхтич, козак і т. ін. В тій формі існував у нас вертеп уже при кінці XVI віку (д. Ізопольський бачив у Ставищах вертеп з руським написом „сооружен 1591 р.“) і в тій самій формі перетривав аж до нашого віку, аж до наших днів» «До того ж XVI в. відносяться сліди її популяризації в маріонетковім театрі, т. зв. вертепі» |

У своїй великій праці «До історії українського вертепа XVIII в.» (1906 р.) І. Франко прагнув висвітлити ряд аспектів, які пов'язані з зародженням та розвитком українського вертепу. Аналіз українського вертепу дав підстави ученому зауважити: «український вертеп від найдавніших часів мав світський характер, малював типи та ситуації буденного життя» , хоча і бере свої початки з Індії і Греції, вважав дослідник.
І. Франко втім змушений був констатувати наступне: «Коли саме появився вертеп на Україні, про се не маємо докладних хронологічних дат». Докази, наведені в тогочасних найновіших працях польських дослідників, присвячених польським яселкам і шопкам, видавалися І. Франку недостатніми, аби твердити про давнє походження шопки. Мова йде і про тексти шопкових драм та комедій, «важнійшу бібліографію».
Досліджуючи історію українського вертепу і польської шопки, І.Франко дійшов висновку, що обидві ці вистави «є комбінацією на тлі лялькової гри двох ріжнородних елементів — властиво лялькової драми чи комедії і духовної драми про різдво Христове, прихід трьох царів та Ірода».

## Історія

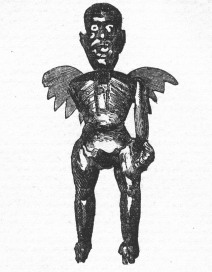
Персонаж вертепу «Племінник сатани». Ілюстрація зі збірника Галагана «Український вертеп», який вийшов у 1882 році

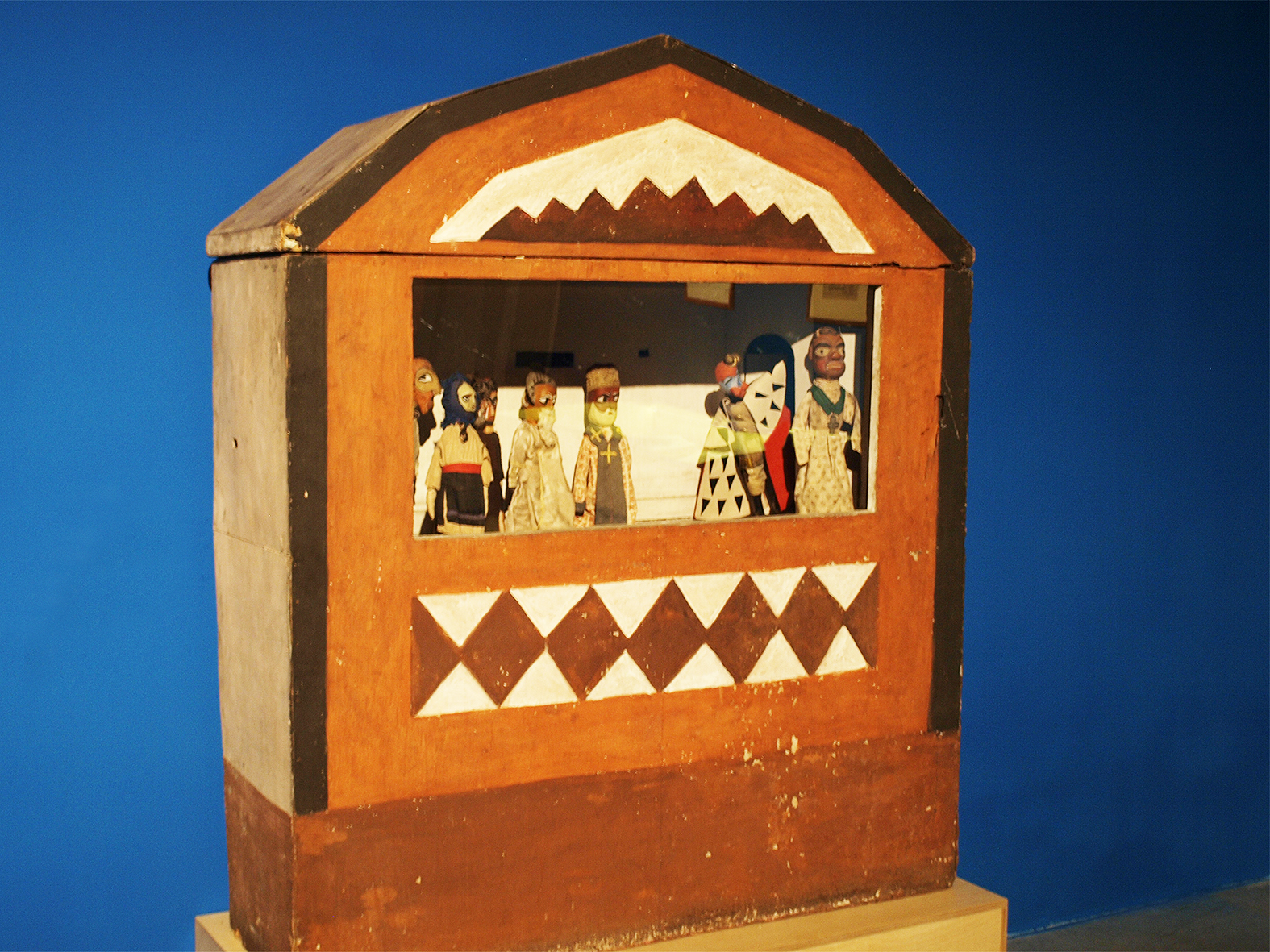
Межигірський вертеп, 1923

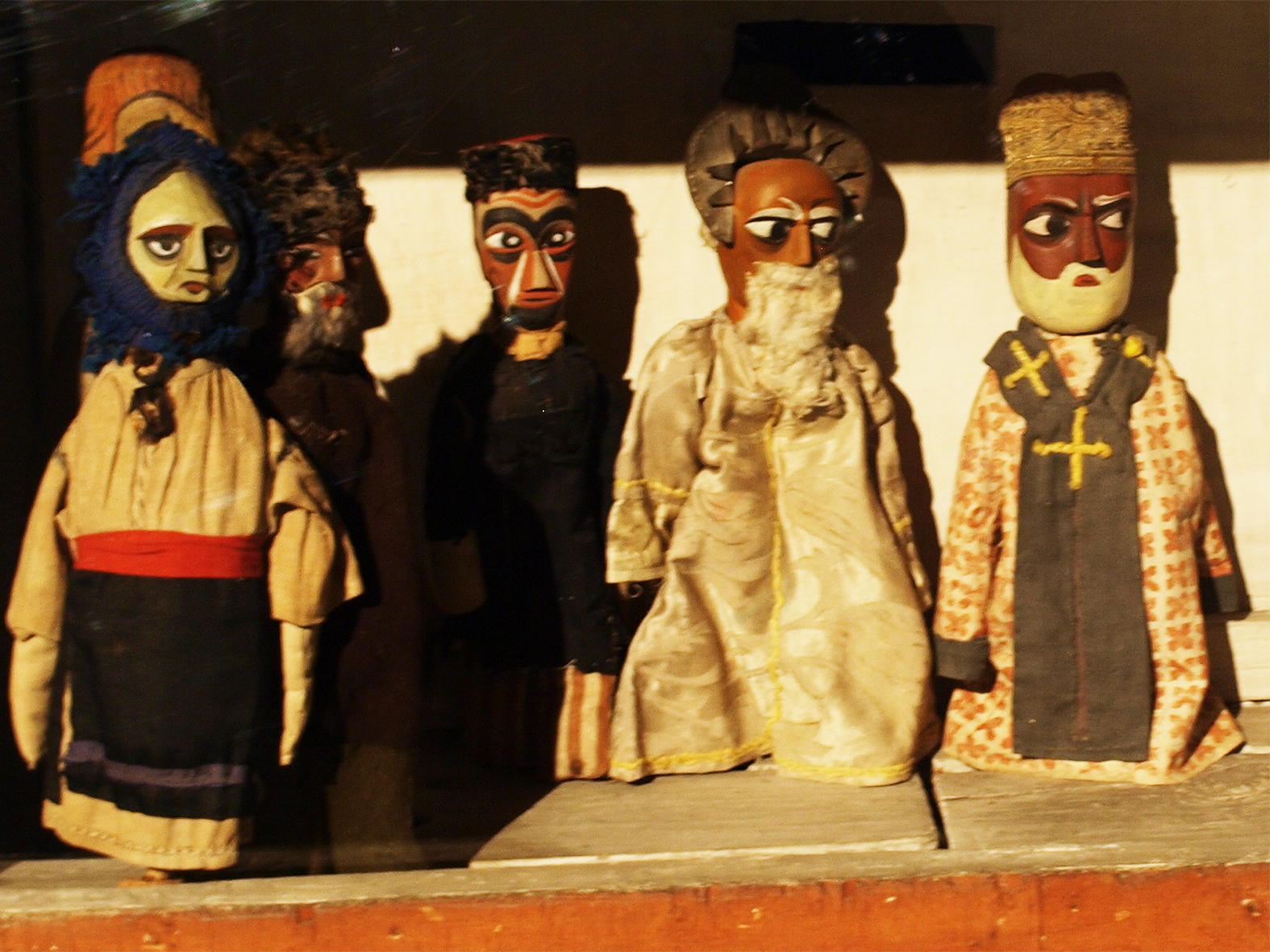
Ляльки Межигірського вертепу

Вертеп був предметом дослідження у багатьох учених та мистецтвознавців, серед яких: І.Франко, В.Всеволодський-Гернгрос, Й.Федас — в історичних працях; В.Перетц, М.Петров, Є.Марковський — у літературних; О.Білецький, М.Гордійчук, Л.Корній, О.Шреєр-Ткаченко та інші — у
галузі мистецтвознавства. Незважаючи на пильну увагу до вертепу, досі не визначений точний час його появи в Україні, серед учених, дослідників вертепів немає одностайності щодо року його появи, обмаль документальних даних породжують дискусійність у багатьох його питаннях. У Західній Європі вертеп із духовною частиною й вертепною драмою (як окрема галузь лялькових вистав) з'явився не раніше XVI ст., а перші згадки про існування вертепу на терені України з'являються в кінці XVI століття.
Польський історик, етнограф Еразм Ізопольський опублікував у журналі «Atheneum» уривок драми під заголовком «Dramat wertepowy о smerci» в якому розповів про два вертепи, які він бачив на Україні під час подорожі: перший у Ставищах (на Київщині) — вертепну скриньку з написом: «Року Христусового 1591 збудований», другий — у Дашовщині «з року 1639». Автор подає опис триповерхового будиночка й зауважує, що вертеп — «це те саме, що ми називаємо театром метаморфоз».
На початку XX ст. відомості польського етнографа Е. Ізопольського, були сильно розкритиковані різними вченими. Першим це зробив польський дослідник С. Естрайхер:
|  | Зовсім невірогідним є повідомлення Ізопольського, ніби він бачив русинські шопки (вертепи) з вирізаними датами 1591 і 1639. В ті часи ні в Польщі, ні на Русі шопки для сценічних вистав не були відомі. |

Процитувавши опис будиночка вертепу, який був поданий Е. Ізопольським, І.Франко висловився з цього приводу дуже різко, не на користь польському досліднику:
|  | Вже с сього опису можна бачити, що сам Ізопольський ніколи не бачив вертепної вистави, або як бачив, то описав її дуже недотепно. Поперед усього збуджує сумнів сам триповерховий вертеп: знані нам старі вертепи, Маркевичів і Галаганів – двоповерхові. Підозрене також те, що каже Ізопольський про «компанію вояків з добошем» на версі вертепа; що се таке, чи також ляльки, чи лише малюнки і яка їх ціль – невідомо, ні в яких відомих нам вертепах та польських шопках того не бачимо. Ідея, що середній поверх служить складом для ляльок, се, здається, вигадка самого Ізопольського; цитований уже Фалібоговський із XVII в. свідчить, що ляльки по виставі ховали до мішка, і те саме бачимо й тепер при вертепах». |

|  | не має ніякої етнографічної вартості, а що найбільше хіба таку, що автор чув десь про зміст такої драми, виставлюваної на українській мові, але не володіючи тою мовою і не бувши в силі записати текст по-українськи, він на даний зміст скомпонував польський текст. |

Микола Маркевич, який у 1860 році вперше надрукував текст вертепу, у передмові до нього писав:
|  | Первісне походження вертепу можна віднести, до часів гетьмана Конашевича-Сагайдачного, до 1600—1620 років, коли він почав відновляти Київське братство і Академію. |

Радянський історик театру Всеволодський-Гернгросс:
|  | На Україні вертепна драма відома з кінця XVI ст. (1586 р.), звідси вона перейшла в Білорусь і Великоросію. |

Дослідник робить примітку: «Див. інструкцію Львівської братської школи». Після 1586 р. ідуть точні відомості, які належать до 1591, 1639, 1666 рр. Під 1666 роком у прибутково-видаткових книгах Львівського Ставропігійського братства є запис про видатки на виготовлення будиночка вертепу й декорацій до нього.
У XVIII ст. за царювання Петра І було видано ряд указів та актів заборони українського слова, літератури, театру та вертепу, а з новою силою переслідування українського культурного життя збільшились за цариці Катерини ІІ. Але все-таки утримався і набув широкого розповсюдження до середини XIX ст., починаючи від доби занепаду Києво-Могилянської академії, коли число вертепників поповнювалось її вихованцями, що йшли в народ популяризувати українські вистави в формі лялькового театру. Ця форма була найзручнішою для поширення в маси правди про історичні події (наприклад, добу козацтва — вертеп «Запорожець») чи збереження національних традицій (в тому числі, колядок) в період переслідування з боку Російської імперії. В цей час вертепи поширилися на етнічно російські території, наприклад, в Сибір, і вторинно набули популярності у Польщі.
Після російської революції 1917 року, атеїстичний радянський режим жорстоко переслідував релігію і пов'язані з нею елементи культури, а 1930-х років традиція різдвяних вертепів була практично ліквідована. Саме слово збереглося в значеннях «лігво розбійників» і «лігво розпусти».
У першій половині 19 століття вертепи, як масове побутове явище, поступово зникають, залишившись лише в побуті українських селян Східної Галичини.
У 1923—1924 роках студенти і викладачі технікуму Межигірського мистецько-керамічного технікуму організували під керівництвом мистецтвознавця П. Горбенка «Революційний вертеп». Ілюстрації-гравюри для театру виконали молоді бойчукісти під керівництвом С. Налепинської-Бойчук.
Вертеп зберігся переважно на західноукраїнських землях у вигляді різдвяних вистав на релігійну тематику.

## Сюжети
У найдавніших редакціях вертепної драми, які належать до XVIII ст., серед діючих осіб побутової частини зустрічаються персонажі, виділені за етнічною ознакою (їх реєстр у різних текстах не завжди збігається, але в цілому дає правдиве уявлення про коло основних етнічних партнерів і сусідів українців): так у тексті інтермедії до польсько-руської вертепної драми, що була опублікована в Записках НТШ І.Франком, фігурують такі національні персонажі: Козак, Москаль, Мужик (Іван, Хлоп), Лях (пан), Литвин (Білорус), Старий Циган, Циганчук, Жиди (перший, другий, ціла група). Сам публікатор тексту вважав його найстаршою копією вертепної драми з усіх відомих польських та українських записів. На думку І. Франка, цей текст був скомпонований у «північно-західній частині України».
Сюжети різдвяних вертепів більш-менш однакові: цар Ірод дізнається від волхвів, що народився Христос, претендент на його престол. Бажаючи позбутися суперника, він кличе воїна і наказує йому побити всіх вифлеємських дітей віком від 2 років і молодше. Воїн виконує наказ, але одна стара баба Рахиль не дає свою дитину на побиття, тому озлоблений Ірод наказує вбити її дитину. За цей злочин смерть відрубує Іродові голову, а чорти тягнуть його в пекло. Після смерті Ірода на сцені, з піснями та танцями, з'являються циган, лях, москаль, жид, селянин, дід, баба, панотець. Число дійових ляльок доходило іноді до сорока.
М. Чалий у своїх «Воспоминаниях» зазначає: «Із всіх вистав, які мені доводилось бачити в дитинстві, найсильніше враження справив на
мене вертеп».

## Архітектоніка
Вертеп схожий на будиночок, що має два поверхи, які за християнською традицією трактувалися як «небо» і «земля». Виготовлений із дерева або картону, відкритий з боку глядача, будиночок міг бути різного розміру (до двох метрів заввишки і одного метра завширшки). В денці скрині і в полиці, що розділяла поверхи, робилися прорізи — доріжки для руху ляльок. Долівку обклеювали хутром або тканиною.
На верхньому поверсі вертепу знаходилася нерухома фігура діви Марії з немовлям, а на нижньому — трон царя Ірода. Вертепні ляльки рухалися за допомогою прикріплених до них знизу дротів. Вертепник, який стояв позаду скрині, водив ляльку по прорізах у підлозі, спостерігаючи за дією у спеціальні віконечка. Лялькар говорив і співав за всіх героїв, змінюючи голос для надання певної характеристики персонажам. Ляльок у вертепах могло бути до 40. Незважаючи на видиму простоту, вирізьблені з дерева ляльки були справжнім витвором національного прикладного мистецтва. Різьбярі створювали образи, звертаючись до народних уявлень про героя (Запорожець), міфологічних персонажів (Смерть, Чорт), обрядових тварин. Крім того, частина вертепних ляльок мали певну механізацію: Смерть замахувалася косою, Козак танцював, присідаючи, у царя Ірода голова злітала з плечей. Кожна лялька мала свій ігровий простір і рухалася строго в його межах.
Персонажів біблійної частини вистави одягали у канонічне вбрання, решту героїв — відповідно до соціального положення і національних ознак. Проте зовнішній вигляд ляльок змінювався під впливом часу і завжди залежав від матеріалів та фантазії власника.
Вертепну виставу щедро наповнювали музичним супроводом. У першій частині дії звучали народні колядки і канти (вид церковної музики, що виник внаслідок реформи наприкінці XVI сторіччя). Цей урочистий багатоголосий спів без інструментального супроводу міг використовуватися й за межами храму.
Друга частина була насичена народною музикою. Запорожець з'являвся під гопак, красуня Дарія Іваніна «випливала» на сцену в ритмі російського танцю, поляка супроводжував краков'як. Поруч із вертепником знаходився музикант чи гурт музикантів, які грали на скрипці, сопілці, бандурі, цимбалах, колісній лірі.
Вертепна скриня в Західній Україні, у тому числі й карпатському регіоні, органічно ввійшла в обряд колядування і стала майже постійним атрибутом різдвяних обходів, як аналогічно "шопка у поляків чи «бетлем» у чехів та словаків, «бетлегем» в угорців, «бетлехемул» у румунів, «батлейка», «остлейка», «яселка», «вяртеп» у білорусів, «петрушка» у росіян.

### Вертепні скрині

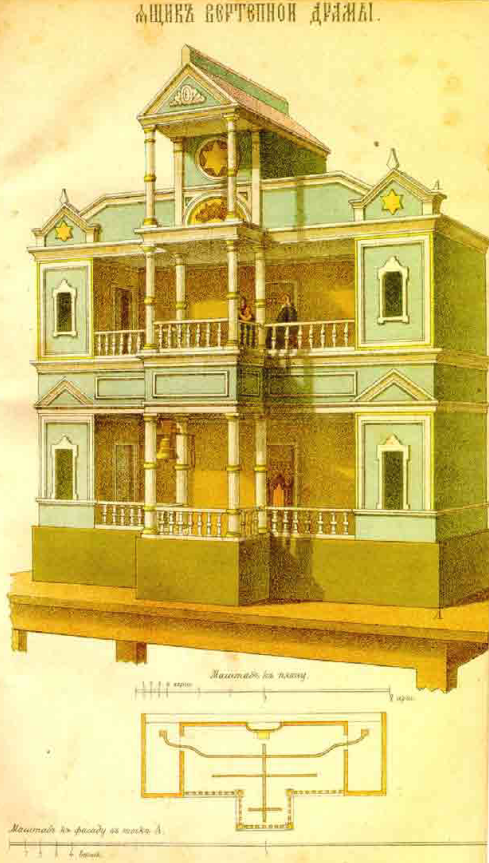
Скринька Сокиринської вертепної драми

#### Куп'янська скриня
Куп'янська скриня була реконструйована за радянської доби. Вона різко контрастує з Галаганівською. Як витвір народного середовища нагадує селянську хатку з характерною зовнішньою скромністю та простотою. Верхня сцена, де колись розігрувалось релігійне дійство, тепер значно зменшена, що пов'язано з ідеологією того часу, а саме колишнє релігійне дійство набуло нового атеїстичного змісту.

#### Галаганівська скриня
У 1770 році київські бурсаки показали вертепну лялькову виставу у садибі прилуцького полковника Григорія Гнатовича Галагана (1716—1777) у Сокиринцях. Вистава господареві та його гостям сподобалася, артистів щедро винагородили, а ті подарували вертепну скриню з ляльками та текст. Ноти до вистави передали місцевому церковному хорові.

## Різдвяні обходи-вертепи. Вертеп вистава

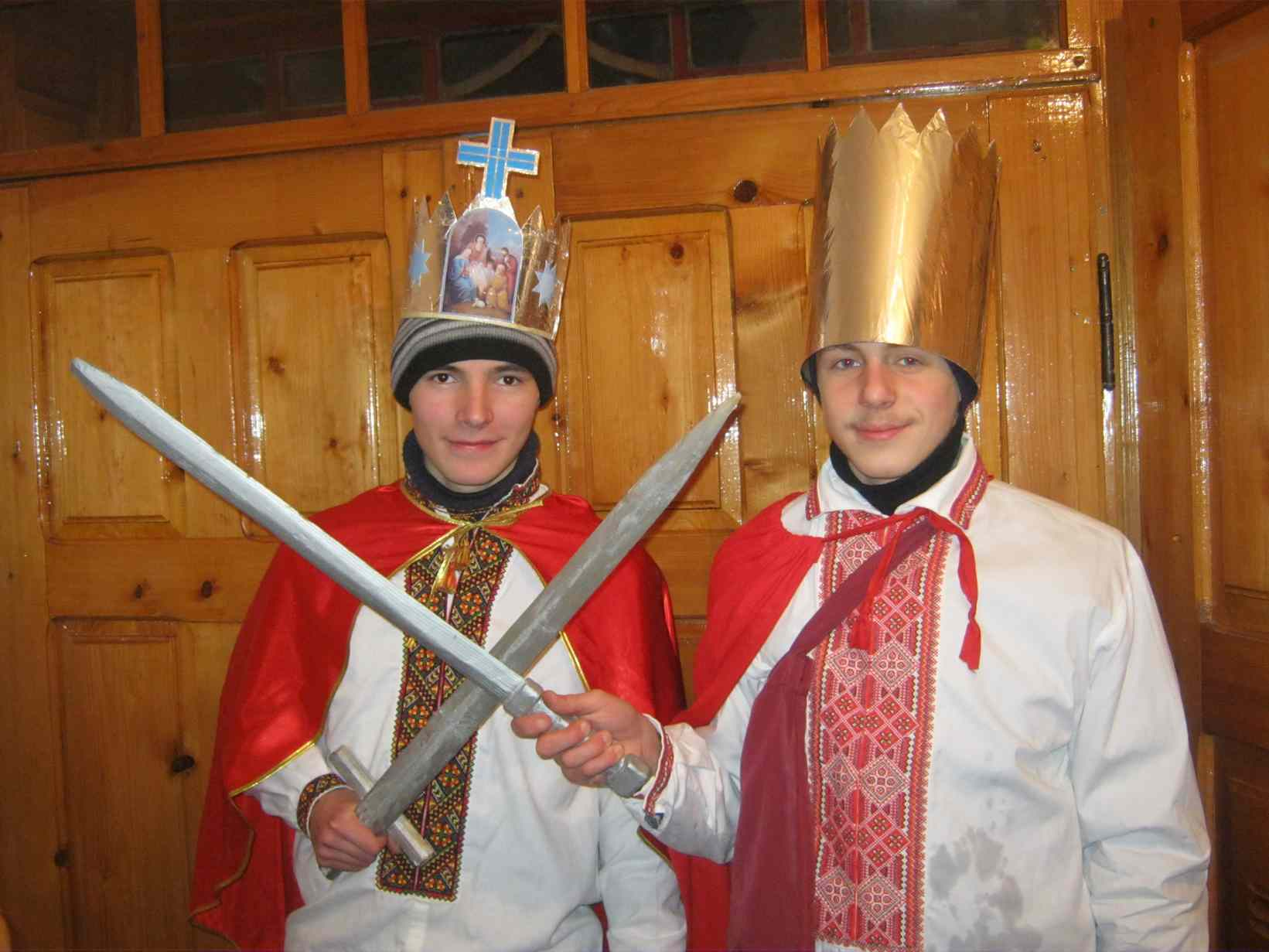
Учасники вуличної вертепної вистави

Вертеп і багатопроменева зірка — необхідні атрибути, з якими ввечері на Різдво Христове ходили студенти, бурсаки й інша молодь. Несли зірку, співали колядки, заходячи до хати господарів, показували вертепну драму.